# Jaco Pastorius
Jaco Pastorius, egentligen John Francis Anthony Pastorius III, född 1 december 1951 i Norristown i Pennsylvania, död 21 september 1987 i Fort Lauderdale i Florida, var en amerikansk basist, av många ansedd som världens genom tiderna kanske mest innovativa elbasist. Han spelade med bland andra Weather Report. Pastorius var bipolär. Alkohol och droger förvärrade symtomen, och hans liv blev mot slutet allt mer kaotiskt.
Som ung var han duktig i skolan och innan sjukdomen på allvar börjat göra sig gällande var Pastorius en gift (om än excentrisk) familjefar med fyra barn i parets hus i Fort Lauderdale, Florida.
Pastorius blev nerslagen av en krogvakt efter ett krogslagsmål i sin hemstad Fort Lauderdale den 11 september 1987. Han föll i koma och avled tio dagar senare, den 21 september 1987.

## Biografi
Jaco Pastorius var en pionjär inom modern elektrisk jazz bland annat genom att han gjorde instrumenthalsen bandlös, som en kontrabas. Detta ger instrumentet en ny karaktär, en mjukare svällande ton, men också väsentligt större krav på korrekt intonation från basisten. Han använde elbasens hela register och förespråkade att basisten inte bara skall behärska ackordföljderna utan även melodistämma och sångstämma, och så vidare, för att på så sätt berika musiken. Pastorius använde sig nästan enbart av en modifierad Fender Jazz Bass, given smeknamnet "Bass of Doom", vars greppband han personligen slet ut med en kniv då bandlösa elbasar var både ovanliga och dyra på 1970-talet. Under tiden Pastorius var hemlös stals basen från honom och hittades drygt tjugo år senare med hjälp från Metallicas basist Robert Trujillo, som äger basen tillsammans med Pastorius familj.
Han utökade instrumentets klang genom att spela melodier med flageoletter och kännedom om den så kallade övertonsskalan. Inte bara klassiska flageoletter genom att dämpa halsens strängar med vänsterhanden vid anslagsögonblicket utan även genom att använda en speciell knäppteknik genom att anslå strängen med högerhandens tumme och pekfinger vid instrumentkroppen , så kallade "artificial harmonics" . Även höger hands horisontella läge påverkar tonen. På så vis kan flageoletterna även böjas i tonhöjd. Pastorius hade ovanligt stora händer och han lär ha kunnat trycka an en ton på första band med pekfingret och samtidigt spela flageoletter på 7:e band. Pastorius var också en pionjär i fråga om att snabbt växla mellan ackord och enstaka toner i en melodilinje och att utnyttja feedback-effekter. På flera sätt framstår han som en elbasens motsvarighet till Jimi Hendrix, och han gjorde också ett starkt intryck på pop- och rockbasister världen över.
Pastorius slog igenom 1976 med det självbetitlade albumet Jaco Pastorius (Epic Records) som allmänt anses vara ett standardverk. En mängd andra jazzstorheter medverkade, bland andra Herbie Hancock, Wayne Shorter, Michael Brecker, Randy Brecker, Sam & Dave, David Sanborn, Lenny White och Don Alias.
Gitarristen Pat Metheny har berättat hur Pastorius och han själv kunde enas om att de båda avskydde begreppet "jazzrock" - och oftast även själva musiken. Som en ödets ironi har Pastorius och Metheny många gånger etiketterats som två av just jazzrockens främsta företrädare. Mellan att debutalbumet spelades in och dess utgivning hade han också blivit medlem av fusionens verkliga Olymp, nämligen Weather Report - bandets ledare Joe Zawinul hade Jaco träffat första gången i Florida ett par år tidigare och den unge mannen hade då presenterat sig som "the greatest electric bass player in the world". Zawinul blev motvilligt imponerad och efter att ha lyssnat på en kassett med en klubbspelning av det band Jaco då höll till i, fortsatte kontakten per brev. Parallellt fick Pastorius skivkontrakt med Epic genom Bobby Colomby, som även åtog sig att producera hans debut.
I slutet av 1975 sände Jaco en kassett med en grovmix av sitt kommande debutalbum till Zawinul; samtidigt hade Weather Reports basist Alphonso Johnson internt annonserat sin avsikt att lämna bandet. Zawinul erbjöd Pastorius att göra ett försök med "Cannonball", en hyllning till Cannonball Adderley som var avsedd för nästa album med Weather Report. Sessionen var, enligt Zawinul, "basically his audition" även om han inför utgivningen presenterades som gäst. Wayne Shorter kom att medverka på Jacos solodebut, något som hade varit ett kontraktsbrott om Pastorius redan varit kärnmedlem i Weather Report, eftersom deras skivkontrakt innehöll en klausul som stipulerade att inget skivprojekt utanför gruppen fick ha mer än en Weather Report-medlem som medverkande.
Jaco vidgade bandets publik, skapade ett tydligt element av showmanship och blev också bandets vid sidan av Zawinul viktigaste kompositör. 1982 lämnade han Weather Report och bildade ett eget storband, Word of Mouth. De gav ut ett album och gjorde en turné, men vid den här tiden hade Jacos alkoholism och personliga problem börjat göra sig gällande, och vid mitten av 80-talet stod han utan skivkontrakt och levde hemlös i New York. Förutom med dessa två ovan nämnda band spelade han bland annat med Joni Mitchell, Ira Sullivan och Pat Metheny.
Den ljudbild, spelstil och teknik som Pastorius tog fram, har under 80- och 90-talen spritt sig till även andra musikstilar än jazz. Idag lär musikhögskolorna ut detta på ungefär samma sätt som man länge gjort med till exempel Charlie Parkers saxofonspel eller Jimi Hendrix gitarrteknik. Pastorius har blivit en del av utbildningen för varje välutbildad basist - jazzmusiker eller inte. Som Metheny påpekade betyder detta också att det är svårt att idag riktigt uppfatta hur revolutionerande nytt hans spel kändes 1976, men hans musik har bevarat sin vitalitet och närhet.
Detaljerna kring Pastorius död är oklara. Den 11 september 1987 smög han sig upp på scenen till en konsert, men blev utkastad därifrån och åkte till en nattklubb vid namn Midnight Bottle Club. Vad som hände sedan tvistar man om. Somliga menar att han försökte sparka in en glasdörr sedan han blev nekad tillträde, andra säger att han var helt oskyldig. Vad som än hände så råkade han i ett våldsamt slagsmål med en utkastare, Luc Havan, som var tränad i kampsport. Pastorius hamnade i koma, skulle troligen förlora sitt högra öga och hade fått obotliga hjärnskador. Efter tio dagar i koma beslöt hans familj sig för att stänga av livsuppehållande anordningar. Efter avstängningen slog hans hjärta i ytterligare tre timmar.
Havan blev åtalad för mord, men erkände sig skyldig till dråp. Han fick 22 månader i fängelse och fem månaders villkorligt, och släpptes efter fyra månader för gott uppförande.

## Diskografi
|       | Solo                                                          | Weather Report                                                                                              | Samarbeten                                                                                          | Samarbeten                                                                |
| Album | Solo                                                          | Weather Report                                                                                              | Artist                                                                                              |                                                                           |
| ----- | ------------------------------------------------------------- | --- | --------------------------------------------------------------------------------------------------- | ------------------------------------------------------------------------- |
| 1974  |                                                               | | - Jaco                                                                                              | Pat Metheny, Ditmas, Bley                                                 |
| 1975  | - Bright Size Life                                            | Pat Metheny                                                                                                 | |                                                                           |
| 1976  | - Jaco Pastorius                                              | - Black Market                                                                                              | - All-American Alien Boy - Hejira - Land of the Midnight Sun                                        | Ian Hunter Joni Mitchell Al Di Meola                                      |
| 1977  |                                                               | - Heavy Weather                                                                                             | - Don Juan's Reckless Daughter - Trilogue - Live at the Berlin Jazz Days                            | Joni Mitchell Albert Mangelsdorff, Alphonse Mouzon                        |
| 1978  | - Mr. Gone                                                    | - Everyday, Everynight - Sunlight                                                                           | Flora Purim Herbie Hancock                                                                          |                                                                           |
| 1979  | - 8:30                                                        | - Mingus - Shadows and Light (livealbum) - Michel Colombier - Trio of Doom (2007-utgåvan - live och studio) | Joni Mitchell Michel Colombier John McLaughlin, Tony Williams                                       |                                                                           |
| 1980  |                                                               | - Night Passage                                                                                             | - Mr. Hands                                                                                         | Herbie Hancock                                                            |
| 1981  | - Word of Mouth med Liberty City                              | | |                                                                           |
| 1982  | - Holiday for Pans - The Birthday Concert                     | - Weather Report                                                                                            | |                                                                           |
| 1983  | - Invitation - Twins I & II                                   | | |                                                                           |
| 1984  |                                                               | | - Last Flight                                                                                       | Essence                                                                   |
| 1985  | - Down By Law                                                 | Deadline | |                                                                           |
| 1986  | - Broadway Blues & Teresa - Golden Roads - Heavy & Jazz - PDB | | - Nightfood - Stuttgart Aria - Upside Downside - The Standards Zone - Jazz Street (Japanese market) | Brian Melvin Biréli Lagrène Mike Stern The Brian Melvin Trio Brian Melvin |

## Film
Pastorius familj hade efter Jacos död fått många erbjudanden om att göra en film men familjen ville inte ha en dramatisering i Hollywoodstil. De ville ha en rättvis skildring av Jacos liv. När basisten Robert Trujillo träffade familjen erbjöd han sig att producera en dokumentärfilm på familjens egna villkor. Filmen Jaco släpptes till sist år 2015 och producerades av Trujillo i samarbete med Passion Pictures. Många kända musiker som Flea, Joni Mitchell, Sting, Wayne Shorter, Herbie Hancock, Geddy Lee, Bootsy Collins, Carlos Santana, Jonas Hellborg med flera medverkar i filmen liksom Jacos familj och vänner.